# Rock Em Stock
Rock Em Stock foi um programa da Rádio Comercial apresentado por Luís Filipe Barros. Teve outros apresentadores como Ana Bola ou Rui Morrison.

## Programa
No dia 9 de Abril de 1979  começou a ser apresentado o programa Rock Em Stock. O indicativo do programa era o tema "I'm Ok" dos Styx.
Luís Filipe Barros acaba com o programa em 1982. O programa voltaria depois com Ana Bola aos microfones.
Em 1987 Barros retorna ao "Rock Em Stock" que termina em Junho de 1993 aquando da venda da estação.
Em 1999 e 2000 foram editadas duas compilações alusivas ao programa.

## Ligações
- Entrevista

- Artigo sobre o programa

- Artigo